# Apenesia amenula
Apenesia amenula (лат. ) — вид ос-бетилид рода Apenesia из подсемейства Pristocerinae  (Chrysidoidea, Hymenoptera). Юго-Восточная Азия.

## Распространение
Юго-Восточная Азия (Индонезия, Малайзия).

## Описание
Мелкие осы-бетилиды. Длина тела около 4 мм. Длина переднего крыла самцов 2,6 мм. 
Голова и мезосома тёмного цвета; антенна, наличник и метасома буроватые; ноги рыжие и желтоватые; крылья гиалиновые. 
Голова шире, чем мезосома. Усики 12-члениковые. Нижнечелюстные щупики 4-члениковые, а нижнегубные состоят из 3 сегментов. Вид был впервые описан в 2020 году бразильскими гименоптерологами Isabel D.C.C. Alencar (Instituto Federal de Educação, Ciência e Tecnologia do Espírito Santo, Витория, Эспириту-Санту, Бразилия) и Celso O. Azevedo (Universidade Federal do Espírito Santo, Departamento de Biologia, Эспириту-Санту, Бразилия).